# Marguerite Allan
Helen Marguerite Allan (São Petersburgo, 30 de agosto de 1909 – Wokingham, 29 de janeiro de 1994) foi uma atriz britânica nascida no Império Russo, atuando em filmes entre 1928 e 1942. Allan nasceu na cidade russa de São Petersburgo e, posteriormente, se mudou para o Reino Unido, onde se casou com Kenneth Chapman em 1948. Faleceu em 1994, em Wokingham, Berkshire, aos 84 anos.

## Filmografia selecionada
- Widecombe Fair (1928)
- Under the Greenwood Tree (1929)
- The Romance of Seville (1929)
- The Plaything (1929)
- Follow the Lady (1933)
- Matinee Idol (1933)
- Daughters of Today (1933)
- Blossom Time (1934)
- Forbidden Territory (1934)
- Those Were the Days (1934)
- The Big Splash (1935)
- Prison Breaker (1936)
- Luck of the Navy (1938)
- Breach of Promise (1942)